# 安德雷·拉扎里
安德雷·拉扎里 （Andrea Lazzari ，1984年12月3日—）是一位意大利足球運動員。目前他效力於意甲球隊卡利亞里。他是一個能力全面的足球運動員，在中場能發揮很大的作用。他出身自亞特蘭大的青訓系統，後被租借到皮亞琴察等俱樂部，目前他效力於卡利亞里。